# Lon Chaney
Lon Chaney (Colorado Springs, 1 d'abril de 1883 – Los Angeles, 26 d'agost de 1930), conegut com «l'home de les mil cares», va ser un actor de cinema estatunidenc del temps del mut. Va ser un dels actors més polivalents i més impressionants de l'alba del cinema. Hom el recorda sobretot per a les seves composicions de personatges torturats, sovint grotescos i afectats, així com per al seu talent innovador pel que fa al maquillatge.

## Biografia
Lon Chaney va néixer Leonidas Frank Chaney a Colorado Springs, Colorado, fill de Frank H. Chaney i d'Emma Alice Kennedy; el seu pare tenia sang francesa i anglesa, mentre que la seva mare tenia orígens irlandesos. Els pares de Chaney eren sords tots dos i, des de la infantesa, Chaney va adquirir una certa facilitat per a la pantomima. Va començar a pujar als escenaris el 1902 i va fer gires amb grups de vodevil i de teatre. El 1905, va conèixer la cantant Cleva Creighton i es va casar amb ell quan ella no tenia més que setze anys. L'any següent va néixer el que seria el seu únic fill, Creighton Chaney, que va ser més conegut amb el nom de Lon Chaney Jr.. La família Chaney va seguir les gires, abans d'instal·lar-se a Califòrnia el 1910.
Desgraciadament, el seu matrimoni va començar a anar malament, i l'abril de 1913, Cleva va anar al Majestic Theatre, situat en el centre de Los Angeles, on Lon treballava per a un espectacle, el Kolb and Dill show i, allà, va intentar posar fi als seus dies empassant-se biclorur de mercuri. Aquesta temptativa de suïcidi va fallar, però va arruïnar la seva carrera de cantant; l'escàndol i el divorci que van seguir van forçar Chaney a anar-se del teatre i a llançar-se al cinema.
Durant un període que continua sent imprecís, entre 1912 i 1917, Chaney va treballar sota contracte pels estudis Universal; encarnava llavors petits papers. Gràcies al seu talent destacable per maquillar-se, guanya diversos papers al final d'audicions molt disputades. En aquesta època, Chaney es va unir amb la parella de directors Joe De Grasse i Ida May Parke, que li van donar papers notables a les seves pel·lícules, i que el van animar aviat a interpretar personatges més obscurs.
Chaney es va casar en segones núpcies amb una de les seves antigues col·legues de la gira Kolb and Dill, una ballarina de revista de nom Hazel Hastings. Se’n saben poques coses, fora que el seu matrimoni amb Chaney va ser sòlid. A conseqüència del seu matrimoni, la jove parella va obtenir la custòdia del fill de Chaney, Creighton, que tenia llavors deu anys; fins llavors, des del divorci el 1913, el nen havia viscut en diferents llars i pensionats.
El 1917, Chaney era un actor de primera dels estudis, però aquest estatus no es reflectia en el seu salari. Quan va demanar un augment, un executiu de l'estudi, William Sistrom, li va replicar: «No valdrà mai més de cent dòlars per setmana».
Chaney va deixar els estudis, i durant l'any que va seguir, es va haver d'espavilar amb papers menors. Va caldre esperar el 1918, i un paper important a la pel·lícula de William S. Hart, Riddle Gawne, perquè la indústria cinematogràfica reconegués finalment en la seva justa mesura els talents de l'actor.
El 1919, Chaney va destacar interpretant "The Frog" a The Miracle Man, una pel·lícula realitzada per George Loane Tucker. La pel·lícula no va donar només a Chaney l'ocasió de mostrar els seus dons d'actor, sinó també d'aparèixer com un mestre del maquillatge. Una crítica elogiosa i una recaptació de més de 2 milions de dòlars van propulsar Chaney cap al rang de l'actor de gènere més important dels EUA.

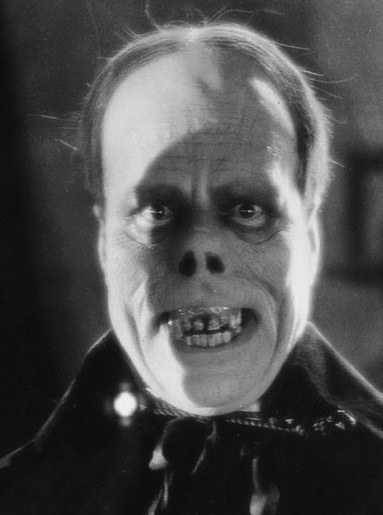
Lon Chaney a The Phantom of the Opera

Entre les pel·lícules de terror mudes més memorables en les quals Chaney va participar, es pot citar The Hunchback of Notre Dame i, sobretot, The Phantom of the Opera. La seva aptitud en metamorfosar-se utilitzant tècniques de maquillatge de la seva invenció li van valer el sobrenom d'"home de les mil cares". En un article autobiogràfic publicat el 1925 a la revista Movie, que ofereix una rara ullada de la seva vida, Chaney qualificava el seu art d'interpretació extrema.
Demostrant una facultat d'adaptació en la seva especialitat, va utilitzar igualment maquillatges en pel·lícules més convencionals, d'aventures i policíaques, com The Penalty, on interpretava un gàngster amputat. Apareix en no menys de deu pel·lícules de Tod Browning, en les quals interpreta sovint personatges disfressats i/o mutilats, entre els quals el llançador de ganivets de fira Alonzo the Armless a The Unknown (1927), on actua al costat de Joan Crawford. El 1927, Chaney va ser el company de Conrad Nagel, Marceline Day, Henry B. Walthall i Polly Moran en una pel·lícula avui perduda, un clàssic del cinema de terror, London After Midnight de Tod Browning, sens dubte la més cèlebre de les pel·lícules perdudes. La seva última pel·lícula (1930) va ser un remake sonor del seu clàssic mut El Club dels tres; es tracta de la seva única pel·lícula sonora, i l'única on mostra el seu talent a disfressar la veu. Chaney va signar fins i tot una declaració sota jurament segons la qual cinc de les veus principals que se senten a la pel·lícula (el ventríloc, la vella dona, el lloro, la nina i la noia) li pertanyien.
Encara que Chaney va crear amb les seves interpretacions de Quasimodo, el campaner de Notre-Dame, i Erik, el fantasma de l'Òpera de París, dos dels personatges més horrorosament deformes de la història del cinema, va aconseguir a través d'aquestes composicions suscitar un cert grau de simpatia i d'emoció de part del públic, no completament terroritzat o fastiguejat per les malformacions monstruoses d'aquests personatges, els quals no són al cap i a la fi més que les víctimes del destí.
"Volia recordar a la gent que els que es troben en el graó més baix de l'escala de la humanitat poden tenir el recurs de l'abnegació suprema", va escriure Chaney a la revista Movie. "El mendicant deforme dels carrers pot tenir les idees més nobles". La majoria dels meus papers des de Notre-Dame de París, Llàgrimes de pallasso, El Club dels tres, etc. han tingut com a tema l'abnegació i la renuncia. Heus aquí les històries que desitjo fer."
"Era algú que exterioritzava la nostra psique. D'una certa manera penetrava dins de les ombres que es troben en nosaltres; era capaç de clavar amb una agulla algunes de les nostres pors secretes i de restituir-les a la pantalla.", va explicar un dia a l'escriptor Ray Bradbury. "La història de Lon Chaney és la dels amors en direcció única. Transporta aquesta part teva en ple dia, perquè tens por a no ser estimat, de no ser estimat mai, tems que alguna cosa en tu sigui grotesca, que el món s'allunyarà de tu."
El seu talent s'estenia més enllà de les pel·lícules de terror i del maquillatge. Tenia també una gran habilitat com a ballarí, cantant i humorista. De fet, són nombrosos els que no el coneixien que van quedar sorpresos per la seva rica veu de baríton i els seus dons esmolats d'humorista.
Chaney i la seva segona esposa Hazel van portar una vida privada discreta, lluny dels lluentons de Hollywood. Chaney va promocionar poc les seves pel·lícules i els estudis MGM, reforçant així voluntàriament una imatge de misteri, i segons certes fonts, també voluntàriament evitava la societat hollywoodienca.
Durant els cinc últims anys de la seva carrera cinematogràfica (1925-1930), Chaney va treballar exclusivament amb contracte amb la MGM; és durant aquest període que va oferir les seves interpretacions les més notables. La seva composició d'un instructor dels marines inflexible a Tell It to the Marines (1926), una de les seves pel·lícules favorites, li va valer la simpatia del cos dels marines dels EUA, els quals el van fer membre honorari; va ser el primer de tota la indústria del cinema a rebre aquest honor. Gaudia igualment del respecte i de l'admiració de nombrosos actors principiants, ja que tenia la reputació d'ajudar els nous vinguts als platós, ensenyant-los els trucs de l'ofici; als rodatges, no era mai reticent a la idea de compartir, entre dues preses, les seves experiències amb els seus companys i l'equip tècnic.
Durant el rodatge de Thunder a l'hivern de l'any 1929, Chaney va contreure una pneumònia. Al final de 1929, es va descobrir un càncer dels bronquis. Malgrat un tractament agressiu, el seu estat de salut va empitjorar i, set setmanes després de l'estrena del remake del Club dels tres, va morir per una hemorràgia al coll. La seva mort va ser molt sentida pels seus parents, la indústria cinematogràfica i pels seus admiradors. El cos dels marines va proporcionar un capellà i un guarda d'honor per al seu funeral.
El seu cos va ser inhumat al cementiri del Forest Lawn Memorial Park a Glendale, Califòrnia, prop de la cripta del seu pare. Allà igualment va ser enterrada la seva dona, Hazel, la mort de la qual va sobrevenir el 1933. Per raons desconegudes, la cripta de Chaney no porta cap inscripció.

## Herència

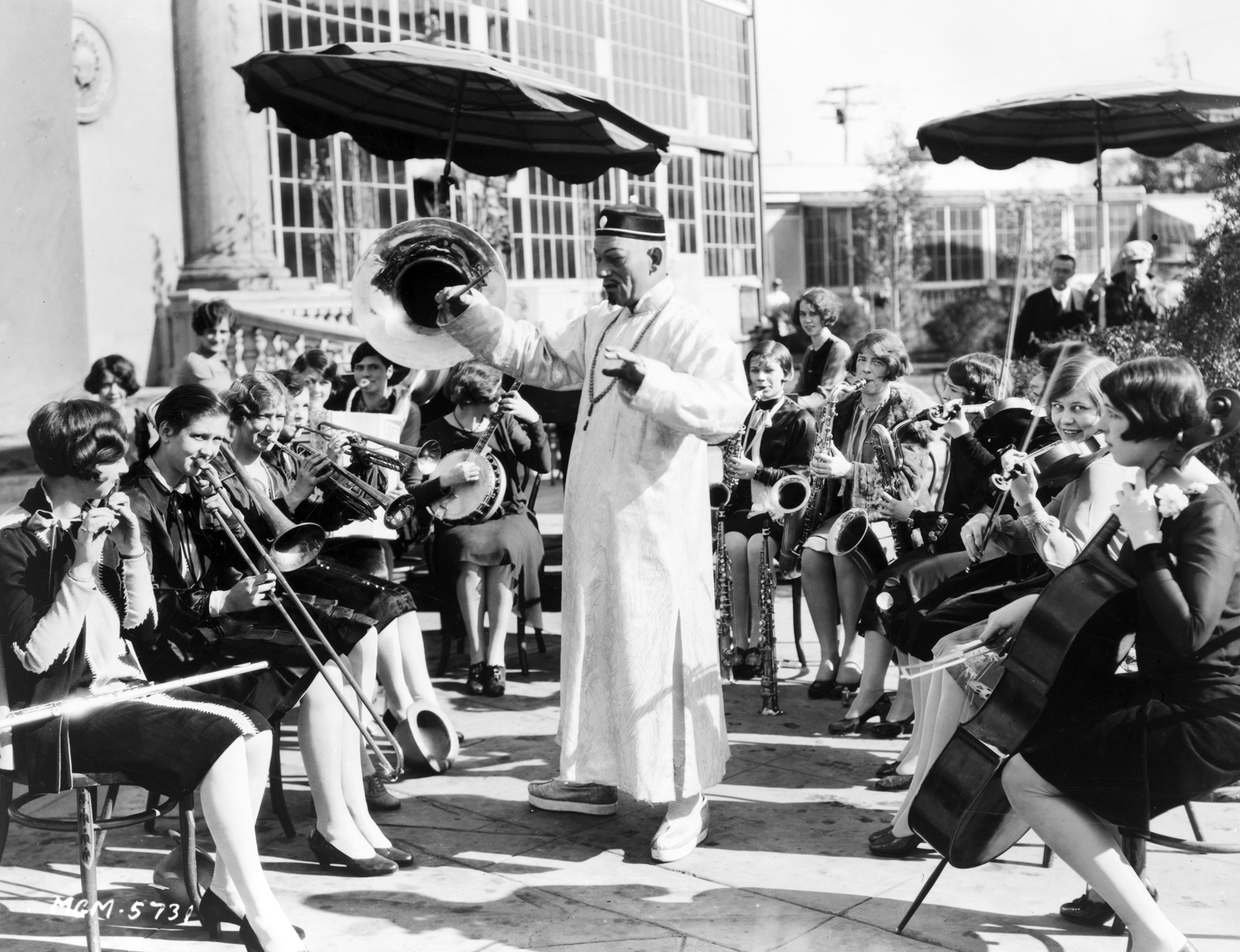
Lon Chaney al paper de "Mr. Wu", dirigint una orquestra femenina.

El 1957, Chaney va ser objecte d'una biografia filmada amb el títol The Man of a Thousand Faces, i el seu paper era interpretat per James Cagney. Tot i que la intriga era en gran part fictícia, la pel·lícula constituïa un homenatge emocionant a Chaney i va permetre a aquest últim retrobar una recuperació de notorietat a títol pòstum. Estant viu, Chaney s'havia vanagloriat que els que voldrien dedicar-se a la seva biografia ho tindrien difícil, dient que «entre les imatges, no hi ha Lon Chaney». Ben bé en línia amb el misteri que envoltava el seu maquillatge i les seves interpretacions.
Lon Chaney té la seva estrella al Passeig de la Fama de Hollywood. El 1994, va tenir l'honor de tenir un segell dels correus americans il·lustrat amb la seva efígie, un dibuix del caricaturista Al Hirschfeld.
El teatre de Colorado Springs Civic Auditorium porta el nom de Lon Chaney.

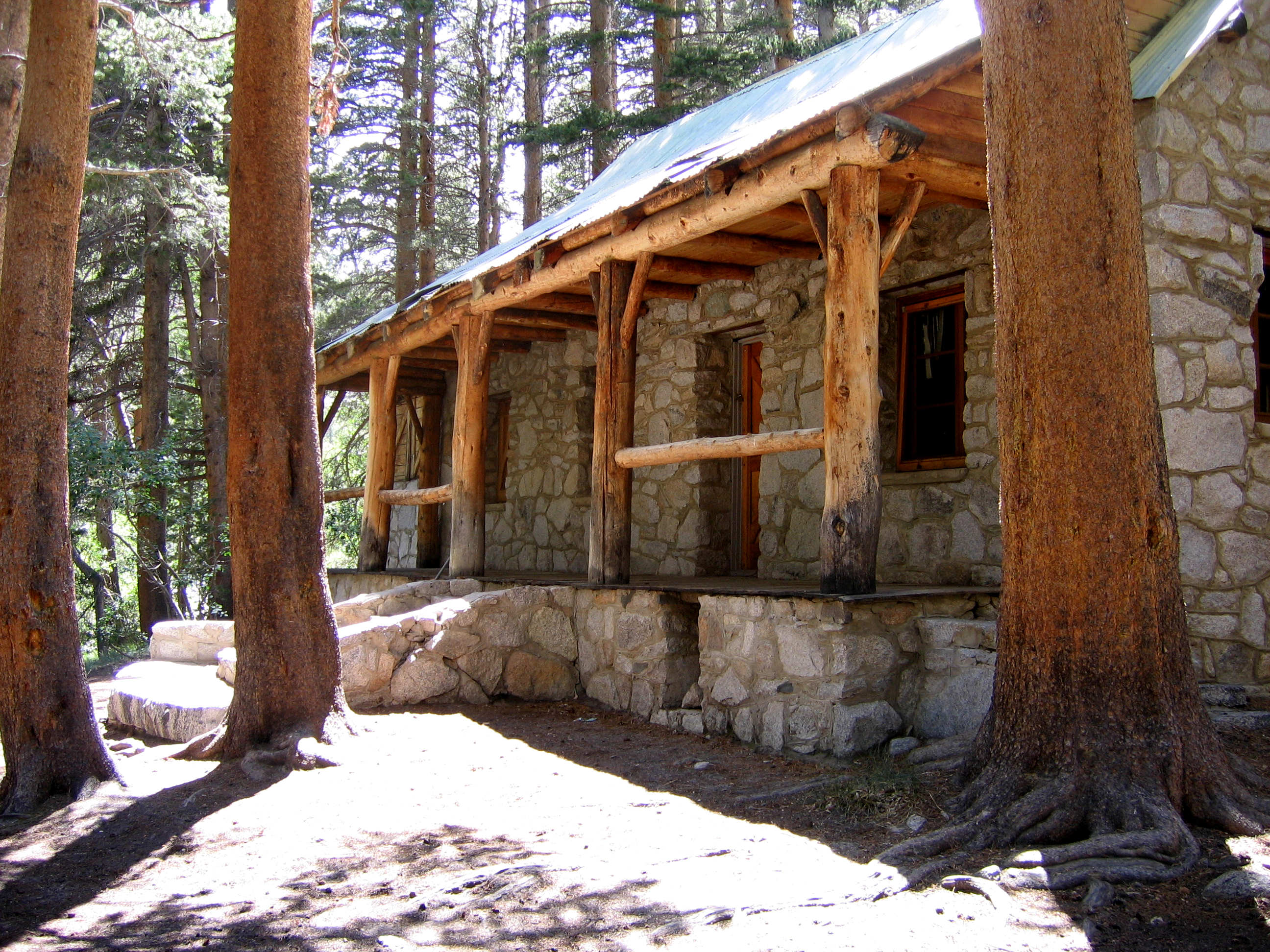
La casa de Lon Chaney a Sierra Nevada

El 1929, Chaney va fer construir una impressionant cabana de pedra en un indret apartat de l'est de Sierra Nevada, prop de Big Pine, a Califòrnia; va servir de jubilació a l'actor. La cabana, dissenyada per l'arquitecte Paul Williams, encara existeix, i és conservada per l'Inyo National Forest Service.
El fill de Chaney, Lon Chaney Jr es va convertir en actor de cinema després de la mort del seu pare, i va destacar sobretot en pel·lícules de terror, i especialment a El Fantasma. Chaney pare i fill apareixen en segells dels correus americans cadascun representat sota els trets del seu personatge fetitx - el fantasma de l'òpera per a l'un i el fantasma per a l'altre - en una sèrie on es troba també Béla Lugosi com a Dràcula i Boris Karloff com a Frankenstein.
És mencionat amb el seu fill en la cançó de Warren Zevon: Werewolves of London. És citat en la cançó dels Mountain Goats: Letter From Belgium, que surt a l'àlbum We Shall All Be Healed.
Els seus companys el tenien en gran estima i ell sovint aconsellava i ajudava actors principiants. Per la resta, era respectat per tots els que van tenir l'ocasió de treballar amb ell, ja fossin els tècnics o els empleats de l'estudi.
Després de la seva mort, el famós estoig de maquillatge de Chaney va ser llegat per la seva dona Hazel al Los Angeles County Museum, on de vegades és mostrat al públic. El maquillador i biògraf de Chaney, Michael Blake, considera l'estoig de maquillatge de Chaney com la peça central de la història del maquillatge de cinema.
El 1978, Gene Simmons del grup de rock Kiss va escriure una cançó sobre Lon Chaney anomenada Man of 1,000 Faces; aquesta cançó apareix en el seu primer àlbum en solitari

## Filmografia

### Actor
- 1913: The Ways of Fate
- 1913: Suspense: A Hobo
- 1913: Poor Jake's Demise: The Dude
- 1913: The Sea Urchin: Barnacle Bill
- 1913: The Blood Red Tape of Charity: Marx, a Gentleman Thief
- 1913: Shon the Piper: Clansman
- 1913: The Trap: Lon
- 1913: The Restless Spirit: Russian Count
- 1913: Almost an Actress: Cameraman
- 1913: An Elephant on His Hands: Eddie
- 1913: Back to Life: The Rival
- 1913: Red Margaret, Moonshiner: Lon
- 1913: Bloodhounds of the North: Mountie
- 1914: The Lie: Young MacGregor
- 1914: The Honor of the Mounted: Jacques Laquox
- 1914: Remember Mary Magdalen: The Half-Wit
- 1914: Discord and Harmony: The Sculptor
- 1914: The Menace to Carlotta: Giovanni Bartholdi
- 1914: The Embezzler: J. Roger Dixon
- 1914: The Lamb, the Woman, the Wolf: The Wolf
- 1914: The End of the Feud: Wood Dawson
- 1914: The Tragedy of Whispering Creek: The Greaser
- 1914: The Unlawful Trade: The Cross Blood
- 1914: The Forbidden Room: John Morris
- 1914: The Old Cobbler: Wild Bill
- 1914: The Hopes of Blind Alley: Vendor
- 1914: A Ranch Romance: Raphael Praz
- 1914: Her Grave Mistake: Nunez
- 1914: By the Sun's Rays: Frank Lawler
- 1914: The Oubliette: Chevalier Bertrand de la Payne
- 1914: The Masmorra: Cavaller Bertrand de la Payne
- 1914: A Miner's Romance: John Burns
- 1914: Her Bounty: Fred Howard
- 1914: The Higher Law: Sir Stephen
- 1914: Richelieu: Baradas
- 1914: The Pipes o' Pan: Arthur Farrell
- 1914: Virtue Is Its Own Reward: Duncan Bronson
- 1914: Her Life's Story: Don Valesquez
- 1914: Lights and Shadows: Bentley
- 1914: The Lion, the Lamb, the Man: Fred
- 1914: A Night of Thrills: Visitor
- 1914: Her Escape: Pete
- 1915: The Sin of Olga Brandt: Stephen Leslie
- 1915: The Star of the Sea: Tomasco
- 1915: A Small Town Girl: The Procurer
- 1915: The Measure of a Man: Tinent Jim Stuart
- 1915: The Threads of Fate: The Count
- 1915: When the Gods Played a Badger Game: The Property Man
- 1915: Such Is Life: Tod Wilkes
- 1915: Where the Forest Ends: Paul Rouchelle
- 1915: Outside the Gates: Perez
- 1915: All for Peggy: The Stable Groom
- 1915: The Desert Breed: Fred
- 1915: Maid of the Mist: Postmaster
- 1915: The Grind: Henry Leslie
- 1915: The Girl of the Night: Jerry
- 1915: The Stool Pigeon
- 1915: An Idyll of the Hills: Lafe Jameson
- 1915: The Stronger Mind: The Crook's Pal
- 1915: The Oyster Dredger
- 1915: Steady Company: Jimmy
- 1915: The Violin Maker: Pedro
- 1915: The Trust: Jim Mason
- 1915: Bound on the Wheel: Tom Coulahan
- 1915: Mountain Justice: Mountaineer
- 1915: Quits: Frenchy
- 1915: The Chimney's Secret: Charles Harding
- 1915: The Pine's Revenge: Black Scotty
- 1915: The Fascination of the Fleur de Lis: Duke of Safoulrug
- 1915: Alas and Alack: The Fisherman / Hunchback Fate
- 1915: A Mother's Atonement: The Husband
- 1915: Lon of Lone Mountain: Lon Moore
- 1915: The Millionaire Paupers: Martin - propietari
- 1915: Under a Shadow: Marit gelós
- 1915: Father and the Boys: Tuck Bartholomew
- 1915: Stronger Than Death: Rupert Spaulding
- 1916: Dolly's Scoop: Dan Fisher
- 1916: The Grip of Jealousy: Silas Lacey
- 1916: Tangled Hearts: John Hammond
- 1916: The Gilded Spider: Giovanni
- 1916: Bobbie of the Ballet: Hook Hoover
- 1916: The Grasp of Greed: Jimmie
- 1916: The Mark of Cain: Dick Temple
- 1916: If My Country Should Call: Dr. George Ardrath
- 1916: Felix on the Job: Tod
- 1916: The Place Beyond the Winds: Jerry Jo
- 1916: Accusing Evidence
- 1916: The Price of Silence: Edmond Stafford
- 1917: The Piper's Price: Billy Kilmartin
- 1917: Hell Morgan's Girl: Sleter Noble
- 1917: The Mask of Love: Marino
- 1917: The Girl in the Checkered Coat: Hector Maitland
- 1917: The Flashlight: Henry Norton and Porter Brixton
- 1917: Casa de nines (A Doll's House): Nils Krogstad
- 1917: Fires of Rebellion: Russell Hanlon
- 1917: The Rescue: Thomas Holland
- 1917: Pay Me!: Joe Lawson
- 1917: Triumph: Paul Neihoff
- 1917: The Empty Gun: Frank
- 1917: Anything Once: Waught Moore
- 1917: Bondage: Rol menor
- 1917: The Scarlet Car: Paul Revere Forbes
- 1918: The Grand Passion: Paul Argos
- 1918: Broadway Love: Elmer Watkins
- 1918: The Kaiser, the Beast of Berlin: Bethmann-Hollweg
- 1918: Fast Company: Dan McCarty
- 1918: A Broadway Scandal: 'Kink' Colby
- 1918: Riddle Gawne: Hame Bozzam
- 1918: That Devil, Bateese: Louis Courteau
- 1918: The Talk of the Town: Jack Lanchome
- 1918: Danger, Go Slow: Bud
- 1919: The False Faces: Karl Eckstrom
- 1919: The Wicked Darling: Stoop Connors
- 1919: A Man's Country: 'Three Card' Duncan
- 1919: The Miracle Man: The Frog
- 1919: Paid in Advance: Bateese Le Blanc
- 1919: When Bearcat Went Dry: Kindard Powers
- 1919: Victory: Ricardo
- 1920: Daredevil Jack
- 1920: L'illa del tresor (Treasure Island): Pew / Merry
- 1920: The Gift Supreme: Merney Stagg
- 1920: The Penalty: Blizzard
- 1920: Nomads of the North: Raoul Challoner
- 1920: Outside the Law: Black Mike Sylva / Ah Wing
- 1921: For Those We Love: Trix Ulner
- 1921: The Ace of Hearts: Mr. Farallone
- 1921: Bits of Life: Chin Chow
- 1921: Voices of the City: O'Rourke
- 1922: The Trap: Gaspard
- 1922: Flesh and Blood: David Webster
- 1922: The Light in the Dark: Tony Pantelli
- 1922: Oliver Twist: Fagin
- 1922: Shadows: Ien Sin, The Heathen
- 1922: Quincy Adams Sawyer: Obadiah Strout
- 1922: A Blind Bargain: Dr. Arthur Lamb / The Ape Man
- 1923: All the Brothers Were Valiant: Mark Shore
- 1923: While Paris Sleeps: Henri Santodos
- 1923: The Shock: Wilse Dilling
- 1923: The Hunchback of Notre Dame: Quasimodo
- 1924: The Next Corner: Juan Serafin
- 1924: He Who Gets Slapped: Paul Beaumont
- 1925: The Monster: Dr. Ziska
- 1925: The Unholy Three: Professor Echo, el ventríloc
- 1925: The Phantom of the Opera: Erik, The Phantom
- 1925: The Tower of Lies: Jan
- 1926: The Blackbird: The Blackbird / The Bishop
- 1926: The Road to Mandalay: Singapore Joe
- 1926: Tell It to the Marines: Sergent O'Hara
- 1927: Mr. Wu: Mr. Mandarin Wu / Mr. Wu's Grandfather
- 1927: The Unknown: Alonzo the Armless
- 1927: Mockery: Sergei
- 1927: London After Midnight: Professor Edward C. Burke
- 1928: The Big City: Chuck Collins
- 1928: Laugh, Clown, Laugh: Tito Beppi,també anomenat Flik
- 1928: While the City Sleeps: Dan Callahan
- 1928: West of Zanzibar: Phroso 'Dead-Legs'
- 1929: Where East is East: Tiger Haynes
- 1929: Thunder: Grumpy Anderson
- 1930: The Unholy Three: Professor Echo

### Director
- 1915: The Stoïgeon
- 1915: For Cash
- 1915: The Oyster Dredger
- 1915: The Violin Maker
- 1915: The Trust
- 1915: The Chimney's Secret

### Guionista
- 1914: The Menace to Carlotta
- 1914: The Tragedy of Whispering Creek
- 1914: Her Escape
- 1915: The Oyster Dredger
- 1915: The Chimney's Secret